# Vickers Vernon
El Vickers Vernon fue un transporte de tropas biplano británico usado por la Real Fuerza Aérea. Entró en servicio en 1921 y fue el primer transporte de tropas específico de la RAF.

## Diseño y desarrollo

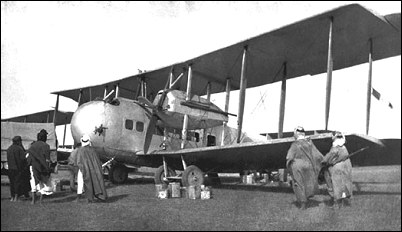
Vernon en tierra.

El Vernon era un desarrollo del Vickers Vimy Commercial, una variante de pasajeros del famoso bombardero Vickers Vimy, y estaba propulsado por motores gemelos Napier Lion o Rolls-Royce Eagle VIII. Se construyeron 55 ejemplares.
En febrero de 1923, los Vernon de los Nos. 45 y 70 Squadrons de la RAF transportaron por aire a alrededor de 500 soldados hasta Kirkuk, Irak, después de que la parte civil de esa ciudad fuera ocupada por fuerzas kurdas. Este fue el primer transporte aéreo estratégico de tropas.
Los Vernon del No. 45 Squadron habían sido equipados con soportes para bombas. En mayo de 1924, el escuadrón fue designado oficialmente No. 45 (Bombing) Sqdn (Escuadrón N.º 45 (Bombardeo)).
Los Vernon fueron reemplazados por Vickers Victoria desde 1927.

## Variantes
Vernon Mk I
Avión de transporte militar propulsado por dos motores V12 Rolls-Royce Eagle VIII de 270 kW (360 hp).
Vernon Mk II
Avión de transporte militar propulsado por dos motores W12 Napier Lion II de 340 kW (450 hp).
Vernon Mk III
Avión de transporte militar propulsado por dos motores de alta compresión W12 Napier Lion III de 391 kW (525 hp).

## Operadores
Reino Unido
- Real Fuerza Aérea

## Especificaciones
Referencia datos: Aircraft of the Royal Air Force

### Características generales
- Tripulación: Tres
- Capacidad: 11 pasajeros
- Longitud: 13 m (42,7 ft)
- Envergadura: 20,8 m (68,1 ft)
- Altura: 4 m (13,3 ft)
- Superficie alar: 124 m² (1334,8 ft²)
- Peso vacío: 3620 kg (7978,5 lb)
- Peso cargado: 5690 kg (12 540,8 lb)
- Planta motriz: 2× motor lineal W12 refrigerado por agua Napier Lion.
  - Potencia: 340 kW (469 HP; 462 CV) cada uno.

### Rendimiento
- Velocidad máxima operativa (Vno): 190 km/h (118 MPH; 103 kt) a nivel del suelo[7]
- Velocidad crucero (Vc): 121 km/h (75 MPH; 65 kt)
- Alcance: 510 km (275 nmi; 317 mi) a 130 km/h[7]
- Techo de vuelo: 3600 m (11 811 ft) [7]
- Tiempo a altitud: 13 min 30 s a 1800 m (6000 pies)

### Armamento
- Bombas: Provisión

## Aeronaves relacionadas

### Desarrollos relacionados
- Vickers Vimy